# Saulcy (Zwitserland)
Saulcy is een gemeente en plaats in het Zwitserse kanton Jura met 255 inwoners (2013). Saulcy maakt deel uit van het district Delémont.

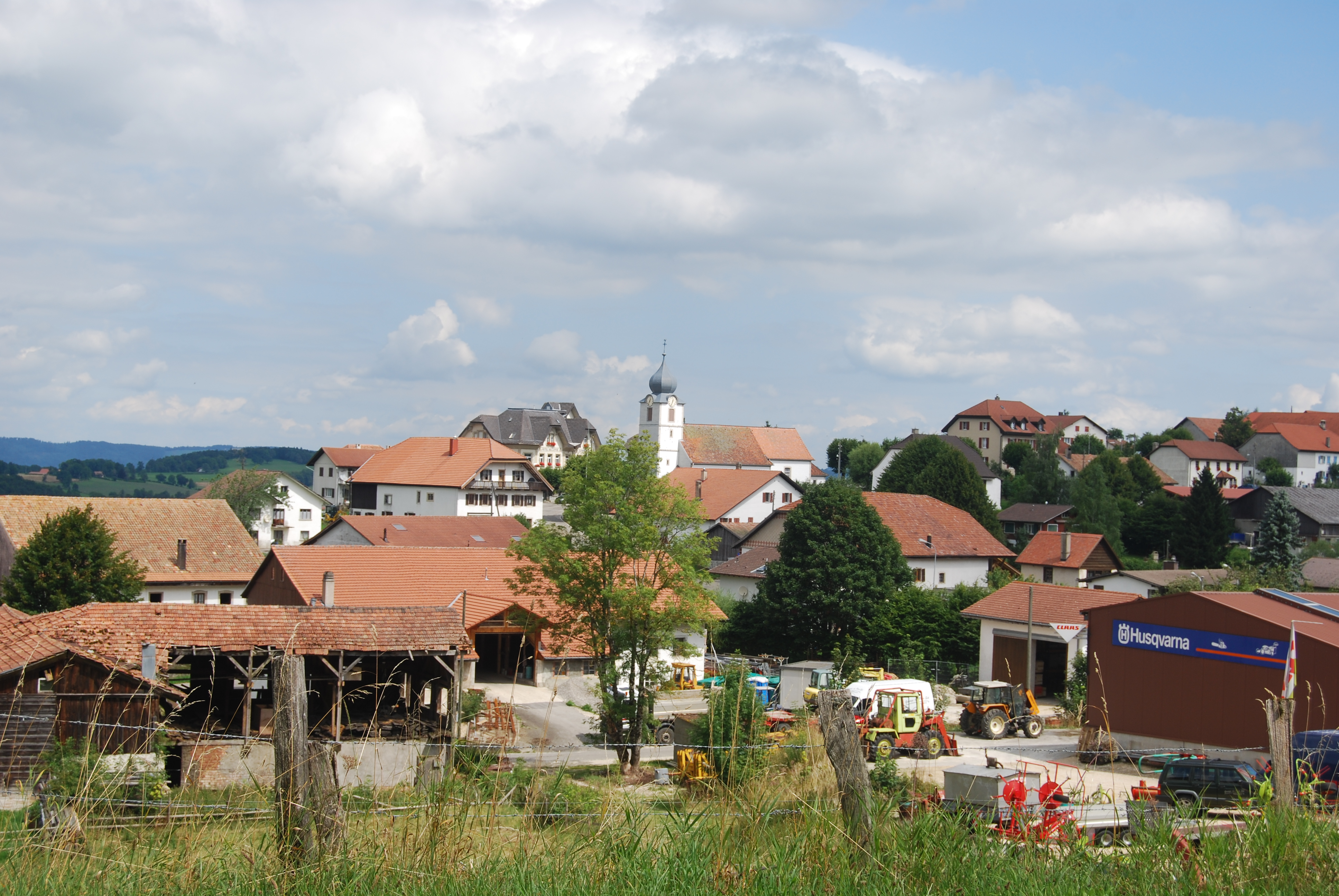
Saulcy